# 小行星25639
小行星25639（25639 Fedina）是一颗绕太阳运转的小行星，为主小行星带小行星。该小行星于2000年1月发现。

## 轨道参数
小行星25639的轨道半长轴为387 836 399 km（2.5924893 UA），离心率为0.095。